# NGC 5070
NGC 5070 este o galaxie lenticulară situată în constelația Fecioara. A fost descoperită în 3 iunie 1886 de către Heinrich Louis d'Arrest.